# Vinzenz Gruppe
Die Vinzenz Gruppe ist ein privater Träger gemeinnütziger Gesundheitseinrichtungen in Österreich mit Sitz in Wien.  
Sie ist in Wien, Oberösterreich und Niederösterreich an neun Krankenhäusern sowie an verschiedenen Pflegeeinrichtungen, Rehabilitationszentren und sonstigen Gesundheitseinrichtungen beteiligt.
2024 wurden über 12.000 Menschen in den verschiedenen Einrichtungen beschäftigt.

## Geschichte
Entstanden ist die Vinzenz Gruppe aus der St. Vinzenz Holding, die ihrerseits von den Gumpendorfer Barmherzigen Schwestern vom hl. Vinzenz von Paul im Jahr 1995 gegründet worden war. Damals gehörten zur Holding die Krankenhäuser der Barmherzigen Schwestern in Wien, Linz und Ried im Innkreis. Im Jahr 2001 wurde die Gruppe um das Orthopädische Spital Speising, im Jahr 2004 um das St. Josef Krankenhaus und das Krankenhaus Göttlicher Heiland, sowie 2007 um das Herz-Jesu-Krankenhaus Wien erweitert.  Zudem ist die Gruppe seit 2009 an der HerzReha Bad Ischl beteiligt. 
Im Jahr 2017 wurden die Krankenhäuser der Barmherzigen Schwestern und der Elisabethinen in Linz unter einer gemeinsamen Trägergesellschaft zum Ordensklinikum Linz GmbH (ein Gemeinschaftsunternehmen der Vinzenz Gruppe mit die elisabethinen linz-wien gmbh) vereint. 2021 erfolgte die Gründung der Ordensklinikum Innviertel Holding GmbH (Krankenhäuser Barmherzige Schwestern Ried und St. Josef in Braunau; ein Unternehmen der Vinzenz Gruppe und der Franziskanerinnen von Vöcklabruck).
Zur Gruppe gehören noch eine Reihe von Dienstleistungsunternehmen, die als Lieferanten bzw. Dienstleister für die Krankenhäuser auftreten. Es sind dies unter anderem die SANTESIS Technisches Gebäudemanagement & Service GmbH, die Labcon GmbH, die Standorte der Kulinario Wien, Ried und Linz, die Vinzenz Health Service GmbH, die IML (Integrated Medical Logistic GmbH), die Vinzenz Pathologieverbund GmbH, die sowhat GmbH oder das Ambulatorium für bildgebende Diagnostik Ried im Innkreis GmbH.
Als konsequente Weiterentwicklung für ihre Einrichtungen hat die Kongregation der Barmherzigen Schwestern in Wien-Gumpendorf im Juni 2009 eine gemeinnützige Privatstiftung gegründet. Als Eigentümerin der Vinzenz Gruppe stellt die Stiftung seit damals die Unabhängigkeit der Häuser ebenso sicher wie die Verankerung der christlichen Werte innerhalb der Gruppe.

## Zahlen und Fakten (Krankenhäuser, Pflegehäuser sowie Wohnangebote für Menschen mit Betreuungsbedarf)
| Stationäre Aufnahmen:                                        | 181.243 |
| Ambulante Patienten                                          | 609.027 |
| Personalstand Krankenhäuser (Vollzeit im Jahresdurchschnitt) | 8.214   |

(Stand: 2024)
- Die Zahlen der Ordensklinikum Linz GmbH (Krankenhäuser Elisabethinen Linz und Barmherzige Schwestern Linz; ein Gemeinschaftsunternehmen mit die elisabethinen linz-wien gmbh) und der Ordensklinikum Innviertel Holding GmbH (Krankenhäuser Barmherzige Schwestern Ried und St. Josef in Braunau; ein Unternehmen der Vinzenz Gruppe und der Franziskanerinnen von Vöcklabruck) werden zu Darstellungszwecken zu 100 % einbezogen.

## Krankenhäuser, an denen die Vinzenz Gruppe beteiligt ist
| Standort       | Krankenhaus |
| -------------- | --- |
| Wien           | Barmherzige Schwestern Krankenhaus Wien |
| Wien           | Orthopädisches Spital Speising |
| Wien           | St. Josef Krankenhaus Wien |
| Wien           | Göttlicher Heiland Krankenhaus Wien |
| Wien           | Herz-Jesu Krankenhaus Wien |
| Oberösterreich | Ordensklinikum Linz GmbH (Krankenhäuser Elisabethinen Linz und Barmherzige Schwestern Linz; ein Gemeinschaftsunternehmen mit die elisabethinen linz-wien gmbh)                            |
| Oberösterreich | Ordensklinikum Innviertel Holding GmbH (Krankenhäuser Barmherzige Schwestern Ried und St. Josef in Braunau; ein Unternehmen der Vinzenz Gruppe und der Franziskanerinnen von Vöcklabruck) |